# Buslijn 57 (Amsterdam)
Buslijn 57 is een buslijn van GVB Amsterdam die metropendeldiensten rijdt in de Bijlmermeer en Gaasperdam. Lijn 57 is de derde lijn die dit nummer draagt en wordt gereden met gelede bussen uit garage Zuid.
De huidige lijn 57 reed voor het eerst van eind mei tot begin juni 2006 tijdens het onderhoud van metrolijn 53 tussen het metrostation Gaasperplas en het metrostation van der Madeweg.
Van half juli tot begin september 2012 reed lijn 57P tijdens het onderhoud van metrolijn 54 tussen de stations Holendrecht, Reigersbos en Gein.
Voor de diensten in het najaar van 2015 werd lijn 57 verlengd naar station Bijlmer ArenA via station Bullewijk.
Opvallend was dat men koos voor het lijnnummer 57 terwijl het lijnnummer 56 nog vrij was. De andere metropendeldiensten hebben de lijnnummers 55, 58 en 59.

## Geschiedenis

### Lijn 57 I
De eerste lijn 57 werd op 21 mei 1971 drie dagen voor de opening van het houten noodstation Bijlmer ingesteld als ringlijn door de in nieuwbouwwijk Bijlmermeer. De lijn reed op alle dagen en uren een halfuursdienst en reed een rondje vanaf de Hoogoorddreef via de Flierbosdreef, Bijlmerdreef, 's-Gravendijkdreef en Karspeldreef terug naar de Hoogoorddreef.
Op 30 september 1973 bij het ingaan van de winterdienstregeling, werd de lijn opgeheven en vervangen door lijn 59 naar het Muiderpoortstation en CN lijn 14 naar Diemen en Amstelveen.

### Lijn 57 II
Ter compensatie van de in verband met de bouw van de nieuwe Nieuwe Amstelbrug omgeleide tramlijn 3 werd er tijdens de winterdienst 1983-'84 een tijdelijke nieuwe lijn 57 tussen het Muiderpoortstation en het Frederiksplein ingesteld. Hierbij werd de route van lijn 3 gevolgd tot het Onze Lieve Vrouwe Gasthuis en vervolgens werd gereden via de Eerste Oosterparkstraat, Wibautstraat en over de Torontobrug naar het Frederiksplein, waar voor De Nederlandsche Bank aansluiting was op lijn 3.
Van pendelbus 57 werd echter nauwelijks gebruik gemaakt. Nadat de opheffing eerst op 1 april 1984 zou zijn, ging dit niet door, uiteindelijk besloot wethouder Michael van der Vlis op 1 mei 1984 toch tot opheffing. Tramlijn 3 kreeg vanaf september 1984 een kortere omleidingsroute door de aanleg van tramsporen in de 's-Gravesandestraat.

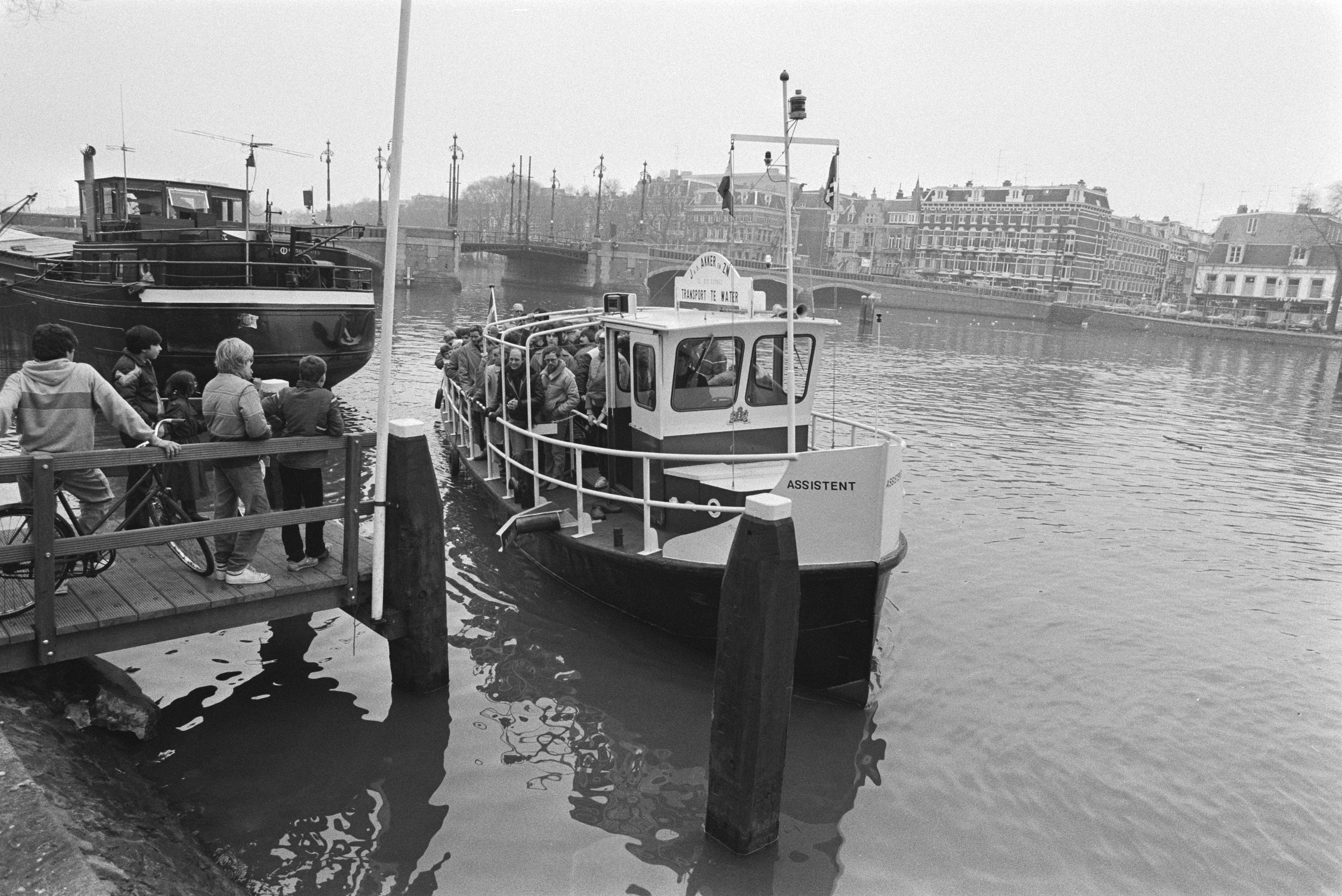
Veerpontje de "Assistent" in 1984

Naast deze lijn 57 was er ook een tijdelijk veerpontje over de Amstel, ingelegd tussen de Weesperzijde en Amsteldijk, iets ten zuiden van de brug. Hier voer het pontje de Assistent. Van het veerpontje, werd in tegenstelling tot de pendelbus. wel veel gebruik gemaakt waarbij het voorkwam dat niet eens alle mensen mee konden en zij moesten wachten op de volgende vaart.